# Liste des divinités de la nature

Gaia la déesse grecque de la terre

Une divinité de la nature est une divinité responsable des forces de la nature telles que les divinités de l’eau, les divinités de la végétation, les divinités du ciel, les divinités solaires, les divinités du feu ou tout autre phénomène naturel tel que les montagnes, les arbres ou les volcans. Accepté dans le panathéisme, le panthéisme, le déisme, le polythéisme, l'animisme, le totémisme, le chamanisme et le paganisme, la divinité incarne les forces naturelles et peut avoir les caractéristiques de la déesse mère, de Mère Nature.

## Mythologie africaine
- Oko, Yoruba orisha, patron de la chasse et de la nouvelle récolte d'ignames.
- Aja, Yoruba orisha, patron de la forêt, de ses animaux et des guérisseurs.
- Oshosi, Yoruba orisha, patron de la forêt et de la chasse.
- Osanyin, Yoruba orisha, patron de la forêt, des herbes et des guérisseurs.

## Mythologie amérindienne
- Asintmah, déesse de la nature et de la terre athabaskaise.
- Ngen, esprits mapuches de la nature.

## Mythologie anglaise
- Apple Tree Man, l'esprit du plus vieux pommier d'un verger, originaire de la région productrice de cidre du Somerset[1].
- Churnmilk Peg, esprit gardien féminin des fourrés de noix non mûres. Melsh Dick est son homologue masculin et remplit la même fonction. Respectivement, ils découlent des traditions de l'ouest du Yorkshire et du nord de l'Angleterre[2].
- Liono Dieu de la Nature contrôle la croissance de la vie.

## Mythologie arabe
- Dhat-Badan, déesse éthiopienne et yéménite de l'oasis.

## Mythologie aztèque
- Xochipilli, dieu de l'art, des jeux, de la beauté, de la danse, des fleurs, du maïs et de la chanson.
- Xochiquetzal, déesse de la fertilité, de la beauté, du pouvoir sexuel féminin, de la protection des jeunes mères, de la grossesse, de l'accouchement, de la végétation, des fleurs et de l'artisanat féminin.
- Tonantzin, déesse mère.

## Mythologie celtique
- Abnoba, déesse gauloise associée aux forêts et aux rivières ;
- Artio, déesse des ours gauloise ;
- Arduinna, déesse de la région forestière ardennaise, représentée en chasseresse ;
- Armor, Bélen, Bélénos, Bel-Héol, Héol, Hoèl-Héol divinité hyperboréenne du soleil[3],[4],[5],[6],[7],[8],[9],[10],[11],[12],[13],[14] et Samhuin, Samhainw divinité solaire de l’hiver tandis que Beal officie sur l’été[15] ;
- Cernunnos, dieu cornu associé aux animaux mâles à cornes, aux fruits et légumes et à la fertilité ;
- Dana, déesse primordiale, symbole d'abondance et fertilité ;
- Druantia, hypothétique déesse des arbres gaulois proposée par Robert Graves dans son étude de 1948 The White Goddess ; populaire auprès des néo-païens ;
- Nantosuelta, déesse gauloise de la nature, de la terre, du feu et de la fertilité ;
- Sucellus, dieu de l'agriculture, des forêts et des boissons alcoolisées ;
- Viridios, dieu de la végétation, de la renaissance et de l'agriculture, peut-être apparenté à l'homme vert.

## Mythologie chinoise
- Tu Di Gong, dieu d'influence locale qui veille à la façon d'un fonctionnaire sur le bien-être des habitants.

## Mythologie coréenne
- Dangun, roi-dieu de Gojoseon, dieu de la montagne.
- Dokkaebi, esprits de la nature.
- Lady Saso, déesse de la montagne.
- Jacheongbi, divinité du grain, de l'agriculture, de la récolte, de la croissance et de la nourriture.
- Jeonggyun Moju, mère de Suro de Geumgwan Gaya et Ijinashi de Daegaya, déesse de la montagne.
- Jik, dieu des grains.
- Sa, dieu de la terre.
- Sansin, dieux de la montagne.

## Mythologie égyptienne
- Ash, dieu de l'oasis et des vignobles du delta occidental du Nil...
- Geb, dieu égyptien de la terre avec sa sœur / épouse Nut, la déesse du ciel comme épouse. Il est considéré comme le père d'Osiris, d'Isis, de Set, de Nephthys et, dans certains cas, d'Horus.

## Mythologie étrusque
- Selvans, dieu des bois.

## Mythologie finlandaise
- Lempo, dieu du désert et du tir à l'arc.
- Tapio, dieu et souverain des forêts.
- Mielikki, déesse des forêts et de la chasse. Épouse de Tapio.

## Mythologie géorgienne
- Dali, déesse des animaux de montagne tels que les bouquetins et les cerfs.
- Tamar, déesse contrôlant les phénomènes météorologiques.

## Mythologie germanique
- Ēostre ou Ostara, la déesse du printemps.
- Nerthus, déesse de la terre, appelée par les Romains Terra Mater.
- Herne le chasseur, dieu de la forêt et des animaux sauvages.

## Mythologie grecque
- Actéon, dieu de la nature sauvage, des animaux sauvages, de la chasse et des animaux mâles.
- Athéna, déesse de la sagesse et de la stratégie.
- Anthousai, nymphes des fleurs.
- Aristaeus, dieu des bergers, de la fabrication du fromage, de l'apiculture, du miel, de l'hydromel, de la culture de l'olivier, de la minoterie, des herbes médicinales, de la chasse et du vent d'Etes.
- Artemis, déesse de la chasse, de l'obscurité, de la lumière, de la lune, des animaux sauvages, de la nature, des zones sauvages, de l'accouchement, de la virginité, de la fertilité, des fillettes, de la santé et de la peste chez les femmes et les enfants.
- Aurae, nymphes de la brise.
- Chloris, déesse des fleurs.
- Cronos, titan du temps et des récoltes.
- Cybèle, déesse phrygienne de la terre fertile et des animaux sauvages.
- Déméter, déesse de la récolte, de la fertilité de la terre, des grains et des saisons.
- Dionysos, dieu du vin, de la végétation, du plaisir et de la fête. L'équivalent romain de Bacchus[16].
- Dryades, nymphes des arbres et des forêts.
- Epimeliades, nymphes des alpages et protecteurs des troupeaux de moutons.
- Gaïa, la déesse de la terre et sa personnification. Elle est aussi la déesse mère primordiale.
- Hamadryades, dryades des chênes.
- Hegemone, déesse des plantes.
- Horae, déesses des saisons.
- Karmanor, dieu de la récolte.
- Meliae, nymphes du miel et des frênes.
- Nymphes, esprits de la nature.
- Naïades, nymphes d'eau douce.
- Néréides, nymphes d'eau salée.
- Oceanides, nymphes d'eau douce.
- Oreades, nymphes des montagnes.
- Oxylus, dieu des forêts et des montagnes.
- Pan, dieu des bergers, des troupeaux, des montagnes sauvages et de la musique rustique.
- Persephone (Kore), déesse de la croissance printanière.
- Physis, déesse primordiale de la nature.
- Rhea, déesse de la fertilité, de la maternité et des montagnes sauvages.
- Satyres, esprits de la nature.

## Hindouisme
- Prithvi, déesse considérée comme la Terre Mère. Le nom sanskrit pour la «Terre».
- Agni, dieu du feu.
- Varuna, dieu des océans.
- Vayu, dieu du vent.
- Indra, dieu de la pluie, des éclairs et des tonnerres.
- Aranyani, déesse des forêts et des animaux.
- Brahma, dieu créateur.
- Vishnu, dieu conservateur.
- Shiva, dieu destructeur.
- Ganesha patron des arts et des sciences, deva de l'intellect et dieu de la sagesse, de l’éducation et de la prudence, le patron des écoles et des travailleurs du savoir.
- Durga, également connue sous le nom de Durga Mata, Devi, Shakti et de nombreux autres noms - elle est une mère mais aussi une déesse guerrière.

## Mythologie hittite
- Irpitiga, seigneur de la terre.
- Sarruma, dieu des montagnes.

## Mythologie inca
- Pachamama, déesse de la fertilité qui préside à la plantation, à la récolte et aux tremblements de terre.

## Mythologie japonaise
- Amaterasu, déesse du soleil.
- Izanagi, ancêtre des dieux, dieu de la création et de la vie et des premiers Homme.
- Izanami, épouse et sœur d'Izanagi, déesse de la création et de la mort, première femme.
- Konohanasakuya-hime, la princesse des fleurs et symbole de la délicate vie terrestre.

## Mythologie lituanienne
- Medeina, déesse lituanienne des forêts, des arbres et des animaux.
- Zeme, déesse de la terre.

## Mythologie mariote
- Mlande, dieu de la terre.
- Mlande-Ava, déesse de la terre.

## Mythologie maorie
- Papatuanuku, la mère de la terre.
- Ranginui, le père céleste.
- Rūaumoko, dieu des volcans et des saisons.
- Tāne, dieu des forêts et des oiseaux.

## Mythologie maya
- Yum Caax, dieu de l'agriculture, des plantes et des animaux sauvages.

## Mythologie mésopotamienne
- Abu, dieu sumérien mineur des plantes.
- Damu, dieu sumérien de la végétation et de la renaissance.
- Emesh, dieu sumérien de la végétation.
- Kishar, déesse akkadienne représentant la terre.
- Ningal, déesse sumérienne des roseaux.
- Ninhursag, déesse mère sumérienne associée à la terre et à la fertilité.
- Ningikuga, déesse sumérienne des roseaux et des marais.
- Ninsar, déesse sumérienne des plantes.
- Ua-Ildak, déesse babylonienne et akkadienne responsable des pâturages et des peupliers.

## Mythologie micronésienne
- Rugeiren, divinité de Hatohobei.
- Nei Tituaabine, déesse des arbres de Kiribati.

## Folklore nordique
- Rå, Skogsrå, Huldra, esprit féminin de la forêt, attire les hommes jusqu'à la mort en les faisant tomber amoureux et en les épousant.
- Nøkken, esprit masculin de l'eau.

## Mythologie nordique
- Jörð, personnification de la terre. Elle est la version islandaise de Fjörgyn et la mère de Thor.
- Idun ou Ithunn, la déesse du printemps et de l'éternelle jeunesse; épouse du dieu Bragi[17].
- Fjörgyn, la personnification féminine de la terre. Elle est aussi la mère de la déesse Frigg.
- Freyja, déesse de la fertilité, de l'or, de la mort, de l'amour, de la beauté, de la guerre et de la magie.
- Freyr, dieu de la fertilité, de la pluie, du soleil, de la vie et de l'été.
- Skadi, déesse de la montagne, du ski, de l'hiver, du tir à l'arc et de la chasse.
- Vidar, dieu de la forêt, de la méditation, du silence et du désert.

## Mythologie persane
- Spenta Armaiti, une des six manifestations créatives ou divines de la Sagesse et d'Ahura Mazda. Spenta suggère une qualité ou une force créative et constructive, tandis qu'Armaiti signifie pensée régulatrice, faisant initialement allusion aux lois physiques de la nature (c'est-à-dire la physique)[18].

## Mythologie romaine
- Bacchus - dieu du vin, de la nature, du plaisir et de la fête; équivalent au dieu grec Dionysos.
- Cérès, déesse des plantes en croissance et des relations maternelles; équivalent à la déesse grecque Déméter.
- Diane, déesse de la chasse, des animaux sauvages, du désert et de la lune; équivalent à la déesse grecque Artemis.
- Faunus, dieu cornu de la forêt, des plaines et des champs.
- Feronia, déesse associée à la faune, à la fertilité, à la santé et à l'abondance.
- Flora, déesse des fleurs et du printemps; équivalent à la nymphe grecque Chloris.
- Fufluns, dieu de la vie végétale, du bonheur, de la santé et de la croissance en toutes choses.
- Liber, apparenté à Bacchus / Dionysos.
- Nemestrinus, dieu des forêts et des bois.
- Ops, déesse de la fertilité et de la terre.
- Pilumnus, dieu de la nature qui a veillé au bon développement des enfants et à leur bonne santé.
- Pomona, déesse des arbres fruitiers, des jardins et des vergers.
- Silvanus, esprit tutélaire ou divinité des bois et des champs et protecteur des forêts.
- Terra, déesse primitive personnifiant la terre; équivalent à la déesse grecque Gaia.

## Mythologie slave
- Berstuk, dieu diabolique wendois de la forêt.
- Jarilo, dieu de la végétation, de la fertilité, du printemps, de la guerre et des récoltes.
- Porewit, dieu de la forêt, qui protège les voyageurs égarés et punit ceux qui maltraitent la forêt.
- Porvata, dieu polonais des bois.
- Siliniez, dieu polonais des bois pour qui la mousse était sacrée.
- Tawals, dieu polonais des champs et des prairies.
- Veles, dieu de la terre, des eaux et des enfers.
- Mokosh, dieu féminin slave de l'Est de la nature.

## Toraja
- Indo 'Ongon-Ongon, déesse des tremblements de terre.
- Pong Banggai di Rante, déesse de la terre.

## Turco-mongol
- Yer Tanrı est la déesse de la terre dans la mythologie turcique. Aussi connu comme Yer Ana.

## Vaudou
- Baron Samedi, lwa des morts.
- Grand Bois, lwa associé aux arbres, aux plantes et aux herbes.
- L'inglesou, lwa qui vit dans les régions sauvages d'Haïti et tue tous ceux qui l'offensent.
- Loco, lwa associée aux guérisseurs et aux plantes, en particulier aux arbres.